# Ny Våg

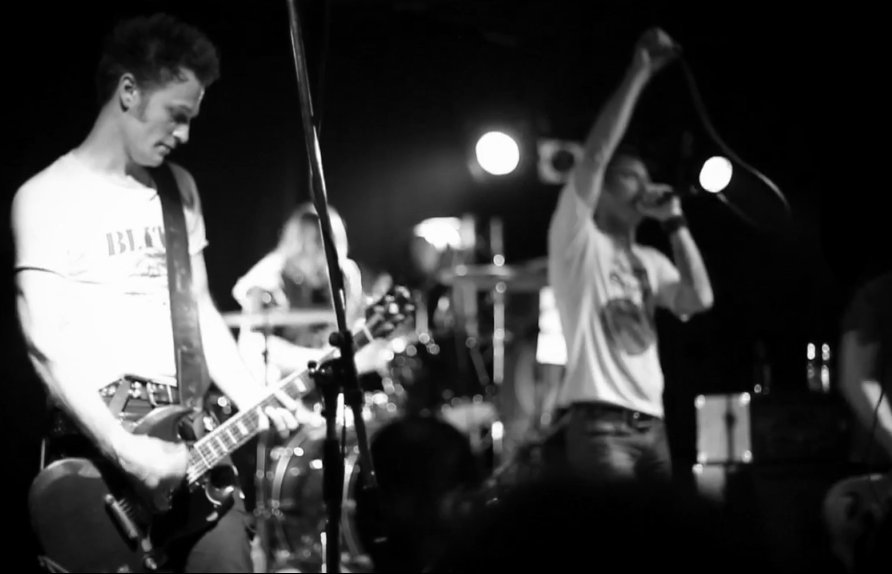
AC4

La Ny Våg Records è un'etichetta discografica indipendente svedese, fondata da Dennis Lyxzén e Inge Johansson  di The (International) Noise Conspiracy 2005. L'etichetta ha sede in Umeå, ha prodotto principalmente band svedesi dal punk rock e hardcore punk.

## Discografia
- (Nyvåg #001) REGULATIONS - Regulations LP/CD
- (Nyvåg #002) KNUGEN FALLER - Inte som ni 7" (con Cage Match Federation)
- (Nyvåg #003) THE LOST PATROL BAND - The Lost Patrol Band LP
- (Nyvåg #004) Randy - Randy the Band LP (con Cage Match Federation)
- (Nyvåg #005) THE VICIOUS - The Vicious 12" (con Cage Match Federation)
- (Nyvåg #006) REGULATIONS - Electric Guitar LP/CD (con Cage Match Federation)
- (Nyvåg #007) THE LOST PATROL BAND - Automatic Kids 7"
- (Nyvåg #008) THE VICIOUS - Alienated LP/CD (con Cage Match Federation)
- (Nyvåg #009) THE LOST PATROL BAND - Automatic LP/CD
- (Nyvåg #010) KNUGEN FALLER - Lugna Favoriter LP/CD (con Cage Match Federation)
- (Nyvåg #011) STEFAN & THE PROBLEMATIX 7" (con P.Trash Records)
- (Nyvåg #012) THE MOST - Face the Future 7"
- (Nyvåg #013) BOMBETTES - What's Cooking Good Looking 7"
- (Nyvåg #014) (INSURGENT KID - Bad DNA 7" rimane inedito)
- (Nyvåg #015) REGULATIONS - Different Needs 7"  (con P.Trash Records)
- (Nyvåg #016) KOMMUNEN - Den Svenska Modellen 7" (con Twice The Speed Records, Wasted Sounds e Hardware Records)
- (Nyvåg #017) THE MOST - Moderation In Moderation 7"
- (Nyvåg #018) TRISTESS - Hög & Låg Blues LP/CD
- (Nyvåg #019) EPIDEMICS - Waking Up The Dead LP (con Thrashbastard Records)
- (Nyvåg #020) V/A - Umeå Vråljazz Giganter LP/CD[4]
- (Nyvåg #121) MASSHYSTERI - Vår Del Av Stan LP/CD
- (Nyvåg #122) BOMBETTES - You Have No Chance, Lance! 7"
- (Nyvåg #123) AC4 - AC4 LP/CD[5]
- (Nyvåg #124) Mattias Alkberg - Nerverna LP
- (Nyvåg #125) REGULATIONS - To Be Me LP/CD (con P.Trash Records)
- (Nyvåg #126) INVASIONEN - Hela Världen Brinner LP
- (Nyvåg #127) MASSHYSTERI - Masshysteri LP/CD
- (Nyvåg #128) BOMBETTES - Get out of my trailer, Sailor! LP/CD
- (Nyvåg #129) INVASIONEN - Arvegods 12"
- (Nyvåg #130) UX VILEHEADS - Hardcore XI LP
- (Nyvåg #131) Mattias Alkberg - Anarkist LP[6]
- (Nyvåg #132) ALONZO & FAS 3 - Dansa Som En Fjäril 7"
- (Nyvåg #133) AC4 - Burn the World LP/CD (con Deathwish Inc.)[7]